# Красный призрак (фильм, 2021)
«Красный призрак» — российский военный фильм-притча Андрея Богатырёва. Выход фильма в прокат несколько раз переносился (в частности, с 9 мая на 3 декабря 2019 года). 17 мая 2019 года вышел трейлер кинокартины. Выход фильма в прокат на широкий экран состоялся 10 июня 2021 года. Телевизионная премьера фильма состоялась 24 февраля 2022 года на Первом канале.

## Сюжет
В декабре 1941 года, выходя из окружения в районе города Вязьма («Вяземский котёл») небольшой отряд советских солдат вступает в неравный бой с ягд-командой Вермахта по борьбе с партизанами. Но был в тех зимних лесах и «получеловек-полупризрак», который внушал врагу смертельный, животный страх. Его почти никто не видел, но всегда были заметны горы трупов врагов, которые он оставляет после себя.
В годы Великой Отечественной войны все называли его «красным призраком». О нём слагались легенды по обе стороны линии фронта.

## В ролях
| Актёр             | Роль                  |
| ----------------- | --------------------- |
| Юрий Борисов      | замороженный          |
| Полина Чернышова  | Вера                  |
| Владимир Гостюхин | дед                   |
| Вячеслав Шихалеев | старший лейтенант     |
| Павел Абраменков  | сержант               |
| Олег Васильков    | командир              |
| Алексей Шевченков | красный призрак       |
| Вольфганг Черни   | гауптштурмфюрер Браун |
| Михаил Горевой    | актёр                 |
| Юрий Маслак       | унтер-офицер Оттo     |
| Андрей Курганов   | Бруно                 |
| Олег Клёнов       | Кох                   |
| Антон Успенский   | солдат Йохан          |
| Юрий Уткин        | Штайгер               |
| Ольга Сташкевич   | красноармейка         |
| Михаил Мелин      | рядовой Гюнтер        |
| Андрей Мясников   | унтер-офицер Шмидт    |
| Пауль Орлянский   | Кляйн                 |

## Производство
Съёмочный процесс проходил в сильный мороз зимой 2017—2018 годов в одном из заброшенных населённых пунктов Мосальского района. Декорации к фильму были созданы за год до начала официальных съёмок, но из-за неподходящих погодных условий работу съёмочной группы пришлось отложить на девять месяцев.
Актеру Вольфгангу Черни изначально была предложена небольшая роль в фильме, но он нашёл её слишком неинтересной и однобокой, и в итоге персонаж был полностью переписан.

## Награды и премии
- 2020 — V Кинофестиваль БРИКС — Специальный приз жюри[11]
- 2021 — X Московский международный кинофестиваль «Будем жить» — Приз за лучшую режиссуру (А. Богатырёв)[12].